# عادل يسري
ميز عن لواء عادل سليمان
اللواء عادل يسري أحد أبطال حرب أكتوبر، ولد في 12 أكتوبر عام 1930، وكان والده ضابطا بمصلحة خفر السواحل. وعندما اندلعت حرب فلسطين عام 1948، كان عمره 17 عاما واشتعل حماسه إلى حد محاولة التطوع في الجيش الا ان طلبه رفض لصغر سنه. فالتحق بالمدرسة الثانوية العسكرية بالقاهرة وصمم على دخول الكلية الحربية، التي تخرج فيها وانضم إلى سلاح المشاة.
كان قائد اللواء 112 مشاة في حرب أكتوبر 1973 م
أطلق عليه صاحب الساق المعلقة إذ بترت ساقه اليمني خلال الحرب وسط جنوده ورفض الإخلاء للمستشفى وظل يحارب عدة ساعات بساقه مبتورة. بعد حرب أكتوبر عمل مساعدا لرئيس هيئة عمليات القوات المسلحة ثم مديرا لإدارة البحوث ثم مستشارا عسكريا في جامعة الدول العربية فرع المعلومات ثم وكيلا لوزارة التموين. حاصل على وسام نجمة سيناء من الرئيس السادات.
توفي يوم الإثنين يوم وقفة عرفات 14 أكتوبر  عام 2013